# Paul Beyer (Manager)
Paul Beyer (* 24. März 1889 in Jesteburg in der Lüneburger Heide; † 20. August 1969 in Hamburg) war ein deutscher Manager, Rechtsanwalt und Notar.
Paul Beyer wurde zum Dr. jur. promoviert. Vor 1945 war er  Vorstandsmitglied der Hovad Allgemeine Versicherungs AG, Berlin, Vorstand der Süddeutsche Zucker AG, Mannheim, Vorstandsmitglied der Zuckerfabrik Rheingau und der Zuckerfabrik Jülich.
Während des Zweiten Weltkrieges war er Chef der Zivilverwaltung in Belgien und Militärverwaltungsvizechef der Abteilung Wirtschaft.
Von 1950 bis 1960 war er geschäftsführendes Mitglied des Deutschen Industrie- und Handelstages. Ab 1954 leitete er einen Sachverständigenausschuss des Verkehrsministeriums für die Neugestaltung des Gütertarifs und ab 1958 war er Vorsitzender eines Sachverständigenausschusses des Verkehrsministeriums (Beyer-Ausschuss), der die Weiterentwicklung der deutschen Gütertarife und Verkehrsfragen im Rahmen der Europäischen Wirtschaftsgemeinschaft untersuchte. Er war Präsident des Zentral-Vereins für deutsche Binnenschiffahrt und der Studiengesellschaft für unterirdische Verkehrsanlagen.
Paul Beyer war verheiratet mit Gertrud geb. Schultze (1895–1981), mit der er einen Sohn und eine Tochter hatte.